# Начев, Стоян
Стоян Начев — болгарский самбист, чемпион мира 1984 года среди юниоров, серебряный призёр чемпионата Европы 1986 года в Ленинграде, бронзовый призёр чемпионата мира 1986 года в городе По (Италия), бронзовый призёр розыгрыша Кубка мира 1985 года в Сан-Себастьяне. Выступал во второй полусредней весовой категории (до 74 кг).
Начев является победителем популярной болгарской лотереи «Златните пирамиди за миллиони 2». Его выигрыш составил 200 тысяч болгарских левов.